# British Union of Fascists

British Union of Fascists flagga

British Union of Fascists (BUF), (svenska: Brittiska unionen av fascister) var ett fascistiskt politiskt parti i Storbritannien 1932–1940. Partiet grundades av sir Oswald Mosley, tidigare minister för Labourpartiet i regeringen MacDonald. British Union of Fascist hade upp till 50 000 medlemmar. Mot bakgrund av Andra världskrigets utbrott kom partiet att förbjudas av regeringen 1940, och partiledaren Oswald Mosley hölls internerad fram till 1943.

## Betydelse för brittisk politik
Som politiskt parti hade British Union of Fascists inga större framgångar; man lyckades välja in ett fåtal ledamöter i stadsfullmäktige men aldrig i några betydande städer. Partiet lyckades inte heller få någon av sina kandidater valda till parlamentet.
Trots det samlade partiet ett betydande samhällsstöd, inte minst under 1930-talets tidiga år då tidningar som Daily Mail, Sunday Pictorial och Daily Mirror ställde sig bakom partiet. Den 15 januari 1934 lät tidningsmannen Harald Rothermere publicera en ökänd ledare, med rubriken Hurrah for the Blackshirts (Hurra för svartskjortorna) som fortfarande refereras som en del av Daily Mails politiska arv. I artikeln kallas fascismen för ungdomens parti, och Rothermere menar att det krävs nya demokratiska metoder och nya män för att regera i en ny tid.
British Union of Fascist var kraftigt antisemitiskt och som övriga fascistiska partier motståndare till socialism och kommunism. I samband med det så kallade Slaget vid Cable Street i oktober 1936 kom partiet att spela en central roll för utvecklingen av den brittiska arbetarrörelsens utveckling, genom att socialister och kommunister upplevde att de enats när de förhindrade fascisternas demonstrationståg genom Londons East End. Efter slaget vid Cable Street minskade stödet för partiet kraftigt.
I december samma år infördes även lagstiftning som förbjöd uniformer för politiska rörelser. Partiet kallades allmänt för The Blackshirts (svartskjortorna) efter de svarta uniformer man använde i verksamheten, och som hade inspirerats av de italienska fascisterna. Åren 1933–1936 gav BUF också ut en tidning med samma namn, The Blackshirt. Den nya ordningslagen innebar ett stopp för uniformeringen.